# Werner Günther (Fußballspieler, 1959)
Werner Günther (* 29. November 1959) ist ein ehemaliger deutscher Fußballspieler. Er hat von 1978 bis 1980 beim SV Arminia Hannover gespielt.

## Karriere
Zur Saison 1978/79 ging Werner Günther zu Arminia Hannover. Am 20. April 1979 kam er das erste Mal zum Einsatz. Bei seinem Debüt Auswärts gegen Rot-Weiß Lüdenscheid holte er sich zudem noch eine gelbe Karte ab. Sein vorletztes Liga-Spiel bei der Arminia war die historische 11:0-Niederlage bei Arminia Bielefeld. Außerdem stand er noch am 30. August 1980 in der Startelf beim DFB-Pokal Sieg über die SpVgg Erkenschwick. Über seinen weiteren Verbleib ist nichts bekannt.